# Lisette Thooft
Lisette Thooft (Den Haag, 8 mei 1953) is een Nederlandse schrijfster en freelance journaliste.

## Levensloop
Thooft studeerde Engelse taal- en letterkunde aan de Universiteit Utrecht en is sinds de jaren tachtig actief in de journalistiek. Ze was redacteur van Onkruid (1992– 1998), van Genoeg (1998–2004) en van opinieblad VolZin (2004-2010). Thooft schrijft als freelance journaliste in spirituele tijdschriften als Happinez, De Verwondering (NCRV), Koorddanser en The Optimist.

## Schrijfcarrière
Haar eerste boek Echte yuppies zijn geen yuppies (1986), over de yuppies die streven naar een hoge status en een hoog inkomen, schreef ze samen met Deborah Berkeljon.
In 2000 werkte ze mee aan Het geminachte lichaam, door Carla van Lichtenburcht, een bundel interviews met incestslachtoffers, en ontving ze de "Belicht of belaagd"-trofee voor een artikel in Vrij Nederland over dadertherapie. Daarnaast verscheen in 2000 Geluk & Gelazer, een bundel van columns die eerder waren verschenen in Algemeen Dagblad, Onkruid en Body & Mind over uiteenlopende onderwerpen.
In 2003 verscheen De kikkerkus. Thooft geeft hierin haar visie op misverstanden over seks, liefde en emancipatie. Datzelfde jaar verscheen Tien geboden voor innerlijke rust. Het boek is in het Duits vertaald als Zehn Geboten.
In 2006 publiceerde ze Jezus & Maria Magdalena, een mythe van liefde en vrijheid, en het offer dat nodig is om van het streven naar verbinding spirituele liefde te maken, volgens Thooft.
In Alchemie van de liefde (2008) past Thooft alchemistische principes toe op hedendaagse liefdesrelaties. Het boek werd in 2009 in het Duits vertaald als Alchemie der Liebe.
In haar boek De onverzadigbare vrouw [en de afwezige man] (januari 2011) geeft Thooft haar visie op de verhouding tussen mannen en vrouwen. Datzelfde jaar verscheen ook Spiritueel door de Overgang. Hierin beschrijft Thooft hoe je als vrouw de overgang kunt ervaren als een doorgang naar een nieuw, beter en spiritueler leven. Op basis van dit boek ontwikkelde ze lezingen voor vrouwen in de overgangsleeftijd.